# Oxyopes ceylonicus
Oxyopes ceylonicus är en spindelart som beskrevs av Karsch 1891. Oxyopes ceylonicus ingår i släktet Oxyopes och familjen lospindlar.
Artens utbredningsområde är Sri Lanka. Inga underarter finns listade i Catalogue of Life.